# Holger Sammet
Hans Holger Sammet (* 13. Februar 1944 in Korntal) ist ein Generalmajor außer Dienst des Heeres der Bundeswehr.

## Leben

### Kindheit, Ausbildung und erste Verwendungen
Sammet trat am 1. April 1964 beim Panzergrenadierbataillon 101 in Ebern in die Bundeswehr ein. 1966 wurde er zum Leutnant befördert. Von 1967 bis 1970 hatte er Verwendungen als Zugführer-Offizier und S2-Offizier (Militärisches Nachrichtenwesen). Von 1971 bis 1975 war er Kompaniechef.

### Dienst als Stabsoffizier
Von 1975 bis 1977 absolvierte Sammet den 18. Generalstabslehrgang Heer an der Führungsakademie der Bundeswehr in Hamburg, wo er zum Offizier im Generalstabsdienst ausgebildet wurde. Von 1977 bis 1978 folgte eine Ausbildung am Command and General Staff College der United States Army in Fort Leavenworth, Kansas, Vereinigte Staaten. Anschließend war er von 1978 bis 1980 Chief Intelligence im Hauptquartier der Alliierten Landstreitkräfte Schleswig-Holstein und Jütland in Rendsburg und von 1980 bis 1983 G3 Plans im Hauptquartier SHAPE in Mons, Belgien. In den Jahren 1983 bis 1985 führte er das Panzergrenadierbataillon 42 in Kassel als Bataillonskommandeur. 1985 bis 1988 war Sammet G3 Planung/Übung im Stab des II. Korps in Ulm, von 1988 bis 1991 Dezernatsleiter beim Deutschen Militärischen Vertreter beim Militärausschuss der NATO und von 1992 bis 1994 Referatsleiter im Führungsstab der Streitkräfte im Bundesministerium der Verteidigung in Bonn. 1995 absolvierte Sammet eine Ausbildung am Royal College of Defence Studies in London, Vereinigtes Königreich. 

### Dienst als General
Von 1996 bis 1999 war Sammet stellvertretender Divisionskommandeur und Kommandeur Divisionstruppen der 14. Panzergrenadierdivision in Neubrandenburg und ab dem 1. Juli 1999 Unterabteilungsleiter für Militärpolitik in der Policy and Requirements Division von SHAPE.

### Auslandseinsätze
- Nationaler Befehlshaber des 4. Deutschen SFOR-Kontingentes (September 1997 bis März 1998)

### Familie
Sammet ist verheiratet, hat eine Tochter und zwei Söhne.

## Schriften
- Ziele, Methoden und Probleme der Prüfung der Ablauforganisation eines Brigadestabes. Hamburg 1976 (Lehrgangsarbeit an der Führungsakademie der Bundeswehr).